# (13497) Ronstone
(13497) Ronstone est un astéroïde de la ceinture principale.

## Description
(13497) Ronstone est un astéroïde de la ceinture principale. Il fut découvert le 5 mars 1986 à la station Anderson Mesa par Edward L. G. Bowell. Il présente une orbite caractérisée par un demi-grand axe de 2,32 UA, une excentricité de 0,23 et une inclinaison de 23,4° par rapport à l'écliptique.

## Compléments